# Даниленко, Нина Степановна
Нина Степановна Даниленко (Меркулова) (21 мая 1926, Красный Ключ, Сельское поселение Богдановка — 30 июля 1996, Софиевка, АР Крым) — советский передовик производства в сельском хозяйстве. Герой Социалистического Труда (1948).

## Биография
Родилась 21 мая 1926 года в селе Красный Ключ Кинельского района Куйбышевской области в крестьянской семье.
После окончания четырёх классов сельской школы Н. С. Даниленко начала работала в полеводческом звене колхоза имени Шевченко Кинельского района.
С 1947 года Н. С. Даниленко возглавила полеводческое звено колхоза имени Шевченко Кинельского района, состоящее из двенадцать девушек.
В 1947 году по итогам работы за год звено Н. С. Даниленко получило урожай пшеницы 31,26 центнера с гектара на площади 9,5 гектара.
26 февраля 1948 года  Указом Президиума Верховного Совета СССР «за получение высоких урожаев пшеницы и ржи в 1947 году» Нина Степановна Даниленко  была удостоена звания Героя Социалистического Труда с вручением Ордена Ленина и золотой медали «Серп и Молот». Этим же указом Президиума Верховного Совета СССР  звания Героя Социалистического Труда были удостоены её бригадир — Николай Михайлович Иващенко и председатель колхоза имени Шевченко — Лаврентий Антонович Зюзько.
Вскоре Н. С. Даниленко вышла замуж за ветеринара Николая Меркулова и переехала  в село Грачёвка, затем семья уезжала в Узбекскую ССР.
Проживала в селе Софиевка Гвардейского поселкового Совета Симферопольского района Крыма, работала на виноградниках. Скончалась 30 июля 1996 года.

## Награды
- Медаль «Серп и Молот» (26.02.1948)
- Орден Ленина (26.02.1948)